# E.T.外星人 (专辑)
《E.T.外星人》（英語：E.T. the Extra-Terrestrial）是斯蒂芬·斯皮尔伯格1982年美国同名大片的有声书和原声专辑。由美国唱片歌手迈克尔·杰克逊解说，作曲家昆西·琼斯制作，MCA唱片公司发售。有声书的制作让杰克逊再度与多位制作人合作，其中包括罗德·坦普顿、弗雷迪·德曼和布鲁斯·斯维顿。
《E.T.外星人》的有声书于1982年11月7日发行，与杰克逊广受好评的第六张录音室专辑《顫慄》发行月份相同，但之后发生的法律争议迫使将专辑撤回。《外星人》发行后获得了商业上的成功，在英国专辑排行榜上排到第82位，并且也得到了评论家的好评，还为杰克逊赢得了一项格莱美奖最佳儿童唱片奖。

## 内容
《E.T.外星人》专辑包装中包括一本故事书，读者可以一边倾听杰克逊讲述的故事，这位外星人来访地球的经历，一边从书上看到同样的内容。书中还有一张把双手放在杰克逊肩头的照片，其中一个手指还在发光。专辑中还有这张照片的全彩色海报，尺寸为56厘米×56厘米。故事书共计20页，其中包括电影中的剧照以及歌曲的歌词，这首歌由艾伦·伯格曼（Alan Bergman）和玛丽莲·伯格曼（Marilyn Bergman）作词，在有声书中由杰克逊演唱。唱片的载体是12英寸黑胶唱片，其中包含约翰·威廉斯的原创配乐，还合成了电影中的音效以及的嗓音。

## 背景
杰克逊在录制《外星人》专辑前已经与摩城唱片合作发行了四张录音室专辑，还与自己的几位兄弟组成杰克逊五人组推出过多张专辑。1975年，他开始与史诗唱片合作，并在1979年发行了专辑，在商业和评论上都获得了成功。:31-40:610-612
1982年6月，由斯蒂芬·斯皮尔伯格执导的科幻片《E.T.外星人》上映。影片由斯皮尔伯格的安培林娱乐公司（Amblin Entertainment）制作，环球影业发行，亨利·托马斯（Henry Thomas）、迪·沃伦斯（Dee Wallace）、罗伯特·麦克纳夫顿（Robert MacNaughton）、德鲁·巴里摩尔和彼德·考约特（Peter Coyote）主演，讲述了一个名叫埃利奥特（Elliot）的内向男孩与一个被困在地球的善良外星人成为朋友的故事。影片一经上映就登上票房冠军宝座，收入超越《星球大战》，成为当时的历史电影票房总冠军。评论家称赞这是一个永恒的友情故事，美国影艺协会将其评为美国电影史上所有科幻类电影的第三位。

## 制作

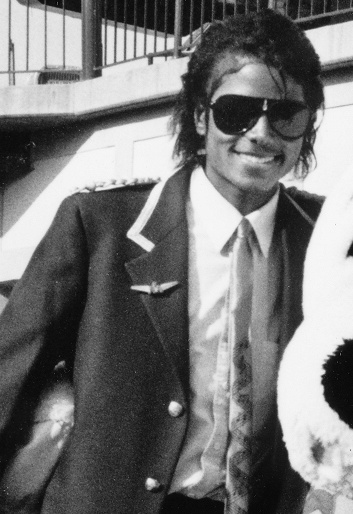
《E.T.外星人》和《顫慄》基本上是迈克尔·杰克逊在同一时期录制的

杰克逊于1982年6月开始录制《外星人》的有声书，他大约也就是在这个时候开始录制自己的第六张录音室专辑《顫慄》。这两个项目都是由昆西·琼斯担任制作人，他同时还是有声书的文本作者之一:209。杰克逊在录制旁白的过程中对的死感到非常沮丧而哭了起来，琼斯和斯皮尔伯格都认为，即使把这部分再录一遍，这位流行歌手也会有一样的情绪反应，所以他们决定就在最终发行的专辑里保留杰克逊的哭声。杰克逊的传记作者丽莎··坎贝尔（Lisa D. Campbell）在书中表示，琼斯是在录制专辑《墙外》中的歌曲她离开了我的生活时得知此事，杰克逊在演唱这首歌时也流下了眼泪。:55
多位之前曾参与过杰克逊独唱专辑制作的制作人对《外星人》故事书专辑作出了贡献。为《墙外》和《顫慄》创作了多首歌曲的罗德·坦普顿（Rod Temperton）为歌曲作曲。弗雷迪·德曼（Freddy DeMann）和杰克逊五人组前经理罗恩·韦斯纳（Ron Weisner）担任专辑的制作协调员。布鲁斯·斯维顿（Bruce Swedien）担任工程师，他也是《墙外》和《顫慄》的工程师，之后还将在杰克逊的《棒》和《危险之旅》两张专辑制作中扮演同一角色。迪克·齐默尔曼（Dick Zimmerman）为杰克逊拍摄了《顫慄》的专辑封面，还拍摄了《外星人》中的双手搭在杰克逊肩膀上的海报。:55-56
录制和工程制作完成后，唱片公司压制了超过一百万份有声书副本。1982年，《告示牌》杂志的一位记者称，这是唱片公司当时“最雄心勃勃的”项目之一。

## 杰克逊对的感情
根据记者·兰迪·塔拉博雷利（J. Randy Taraborrelli）为杰克逊撰写的传记《迈克尔·杰克逊：魔法与疯狂》（Michael Jackson: The Magic and the Madness）记载，杰克逊很早就对的故事表现出依恋。他在拍摄专辑唱片的宣传照时需要与的电子动画角色拥抱，之后杰克逊表示：“他是如此真实，我都在和他说话。我离开前亲吻了他，到第二天，我就开始想念他了。”:209杰克逊之后在1982年12月的杂志中透露——杰克逊和一起出现在这期杂志的封面上——他觉得在专辑录制期间自己就是，他还表示了自己为什么会与之间有如此强烈的联系。

“他身处一个陌生的环境，希望能获得接纳——我在世界各地演出，从一个城市前往另一个城市时经常有这种感觉。他与孩子们相处最为融洽，而我也非常喜欢孩子。他爱人，也希望被爱，我也是。他还有那种可以让自己前往任何地方，远离这个世界喧嚣和尘埃的超能力，而我也希望能够如此。他和我在许多方面都很相似。”

## 发行和法律争议
史诗唱片同意杰克逊与唱片合作录制这张专辑，但有两个条件：
1. 只能在1982年圣诞节后再发行（这是为了避免与杰克逊的新专辑《顫慄》竞争）；
2. 唱片中的歌曲不能作为单曲发售。[1]

然而，唱片在1982年11月就发行了，并把的黑胶唱片推广副本交给了广播电台。史诗唱片于是提起诉讼，并要求200万美元的赔偿，之后唱片被迫从市场上撤回了专辑，法庭也对的单曲发行下了禁令:55。史诗唱片的高管还觉得有意误导了公众，让大家以为当时发行不久的单曲这女孩是我的也包含在《外星人》的专辑中，因此提出永久禁止与杰克逊合作，并且该公司已经拥有的任何杰克逊演绎作品都要禁止发售。
由于法律禁止以单曲形式发行，因此其推广副本之后成为杰克逊最稀有也最抢手的唱片之一，其中一些的售价超过1000英镑（相当于1660美元）。这首歌之后以附赠曲目形式出现在2001年的《顫慄》特别版中，还出现在《迈克尔·杰克逊：终极收藏》套装中。

## 反响
获得了商业上的成功，在英国专辑排行榜上排到第82位，对于一个故事书专辑来说，这已经是非常好的成绩。杰克逊因这张唱片在第26届格莱美奖角逐中赢得了一张最佳儿童唱片奖:40，这届葛莱美奖针对的是1982年10月1日到1983年9月30日期间发行的唱片，杰克逊当晚赢得了空前的12项提名，最终夺得了8项大奖，他表示在这些奖项中，自己“最为这张感到自豪”。
也获得了评论家的好评。杂志的查尔斯··桑德斯（Charles L Sanders）称赞这是一张“非凡的专辑”。《托莱多刀锋报》（Toledo Blade）的马克·比高（Mark Bego）断言，是杰克逊所录制过“最美丽的歌谣之一”，他还称赞琼斯在制作中把电影台词、杰克逊阅读文段的真实情感，以及有声书“波澜壮阔的（乐器）编排”融合在一起，让这张唱片“就像电影一样催人泪下”。《告示牌》杂志的一篇文章称这部有声书“包装华丽，制作精良”，虽然价格高昂，但绝对值回票价。《列克星敦先驱领袖报》（Lexington Herald-Leader）总结认为这是一张“令人愉快的”故事书专辑。

## 曲目列表
| 第一面 | 第一面 | 第一面                                  | 第一面 |
| 曲序   | 曲目   | 词曲                                    | 时长   |
| ------ | ------ | --------------------------------------- | ------ |
| 1.     |        | 艾伦·伯格曼、玛丽莲·伯格曼、罗德·坦普顿 | 4:30   |
| 2.     |        | 约翰·威廉斯                             | 3:24   |
| 3.     |        | 约翰·威廉斯                             | 3:50   |
| 4.     |        | 约翰·威廉斯                             | 2:13   |
| 5.     |        | 约翰·威廉斯                             | 2:26   |

| 第二面 | 第二面 | 第二面                                  | 第二面 |
| 曲序   | 曲目   | 词曲                                    | 时长   |
| ------ | ------ | --------------------------------------- | ------ |
| 1.     |        | 约翰·威廉斯                             | 2:17   |
| 2.     |        | 约翰·威廉斯                             | 3:39   |
| 3.     |        | 约翰·威廉斯                             | 3:01   |
| 4.     |        | 约翰·威廉斯                             | 3:18   |
| 5.     |        | 约翰·威廉斯                             | 4:45   |
| 6.     |        | 艾伦·伯格曼、玛丽莲·伯格曼、罗德·坦普顿 | 3:04   |

## 排行榜
| 排行榜（1982至1983年）             | 最高 位置 |
| ---------------------------------- | --------- |
| 荷蘭（MegaCharts專輯榜）           | 23        |
| 德國（Media Control專輯榜）        | 30        |
| 瑞典（Sverigetopplistan專輯榜）    | 36        |
| 英国专辑排行榜（英国官方榜单公司） | 82        |
| 美国《公告牌》二百强               | 37        |

## 主创人员
| - 旁白和主唱：迈克尔·杰克逊 - 制作：昆西·琼斯和昆西·琼斯制作公司 - 《E.T.外星人》原创配乐作曲和指挥：约翰·威廉斯 - 旁白创作：威廉·科兹温克尔（William Kotzwinkle）、斯蒂芬·斯皮尔伯格、昆西·琼斯和佩吉·利普顿·琼斯（Peggy Lipton Jones） - 作词：艾伦·伯格曼和玛丽莲·伯格曼 - 作曲：罗德·坦普顿 - 曲目编排和指挥：杰里米·拉伯克（Jeremy Lubbock） - 专辑创意：凯西·“琳”·凯里（Kathy "Leen" Carey） - 执行制作人：斯蒂芬·斯皮尔伯格和凯瑟琳·肯尼迪 - 执行制片人助理：凯特·巴克（Kate Barker） - 制作协调：弗雷迪·德曼和罗恩·韦斯纳 - 剪辑：布鲁斯·坎农（Bruce Cannon） - 助理制作：帕姆·克罗切蒂（Pam Crocetti）、马德琳·兰多夫（Madeline Randolph）、科琳娜·艾丽西亚（Corinne Alicia）和邦妮·萨克斯（Bonnie Sachs） | - 音效剪辑总监：查尔斯·L·坎贝尔（Charles L. Campbell） - 音效剪辑：大卫·A·佩蒂强（David A. Pettijohn）、路易斯·L·依德曼（Louis L. Edemann）、小理查德·C·富兰克林（Richard C. Franklin Jr.）和塞缪尔·C·克鲁哲（Samuel C. Crutcher） - 转录混单：巴兹·努德森（Buzz Knudson）、罗伯特·格拉斯（Robert Glass）和唐·迪吉罗拉诺（Don Digirolamo） - 故事书专辑工程师：布鲁斯·斯维顿 - 助理工程师：马特·福吉尔（Matt Forger） - 项目统筹：南希·库欣-琼斯（Nancy Cushing-Jones） - 设计：迈克尔·布罗克（Michael Brock） - 摄影：布鲁斯·麦克布鲁姆（Bruce McBroom）和特里·克斯纳（ - 迈克尔·杰克逊和的海报拍摄：迪克·齐默尔曼 - 手册封面插图：德鲁·斯特鲁赞（Drew Struzan） - 艺术指导：乔治·大崎（George Osaki） |